# Ugo Rindi
Ugo Rindi (Pisa, 21 maggio 1882 – Pisa, 9 aprile 1924) è stato un anarchico e antifascista italiano.
Tipografo di professione e segretario della sezione pisana della Federazione Italiana del Libro, fu assassinato a pugnalate davanti alla sua abitazione nel corso di una rappresaglia fascista.
L'omicidio di Rindi ebbe un grande risalto sulla stampa nazionale di quegli anni e una ripercussione sull'opinione del partito fascista.

## Fatti scatenanti
Il 6 aprile 1924 a Pisa, così come nel resto d'Italia, si svolsero le elezioni politiche in un clima di intimidazione e violenza. Gruppi di squadristi fascisti armati e con manganelli in mano stazionavano davanti ad ogni Sezione elettorale e, nonostante la vittoria della lista fascista, le violenze continuarono anche dopo le elezioni.
Il giorno 8 aprile 1924 un gruppo di fascisti pisani si recò a casa di Ulico Caponi, un contadino di San Giuliano Terme di 27 anni che aveva combattuto nella prima guerra mondiale. Caponi aveva votato una lista antifascista e all'interno della sezione elettorale, alla pressante curiosità di alcuni fascisti locali che sbirciavano alle sue spalle mentre stava votando, aveva mostrato loro la scheda con il suo voto. Ciò aveva fortemente irritato i fascisti che, minacciosi, avevano deciso di aspettarlo fuori della sezione elettorale per punirlo. Fortunatamente un maresciallo dei Carabinieri che conosceva Caponi, resosi conto della situazione, lo prese sottobraccio accompagnandolo fuori dal paese.
Nella sera dello stesso giorno, una squadra fascista a bordo di un'auto guidata da Dino Poli arrivò nella località “Villa Filippi” dove era situata la casa colonica abitata da Caponi e dalla sua famiglia. La squadra era composta, oltre al Poli, dal decurione Emilio Gnesi, dai militi della Milizia Volontaria per la Sicurezza Nazionale Giulio Susini, Ruffo Monnosi e Guido Marradi, e dai fascisti Gualtiero Bacci e Ruffo Lester. Caponi, che si trovava nella stalla ad abbeverare gli animali, dalla finestra vide arrivare l'auto e subito capì che stavano cercando lui. Uscì dal retro della stalla e si inoltrò nei campi per nascondersi tra le coltivazioni: era una notte di luna, per sua fortuna non molto chiara per la presenza di nubi. Riuscito inizialmente ad allontanarsi, fu poi visto dal Poli che iniziò a rincorrerlo incitando gli altri a seguirlo. Nell'inseguimento attraversò un fosso e risalì la sponda opposta mentre i suoi sparavano contro, rimanendo così gravemente ferito dal fuoco degli stessi suoi compagni.
Caponi raccontò poi ai parenti di essere stato sfiorato dai proiettili che avevano colpito le piante a lui vicine. Poli, nonostante la ferita, aiutato dai compagni riuscì a guidare l'auto fino all'ospedale di Pisa, dove sopravvisse solo pochi giorni.
I fascisti subito addossarono la morte del Poli a Caponi, il quale per alcuni giorni rimase nascosto nella zona. Avendo però saputo che tutti i giorni gruppi di fascisti andavano sotto la sua casa a minacciare i familiari e che sua madre e sua sorella per paura avevano passato la notte in un campo, decise di consegnarsi spontaneamente alla polizia. Fu tenuto in carcere per circa due mesi in attesa del processo.
Poli prima di morire si premurò di dire alla moglie che a ferirlo non era stato Caponi ma i suoi compagni. La vedova Poli tenne segreta per più di venti anni la confessione del marito. Al processo, tenutosi a Genova il 9 settembre 1925, la signora Poli dichiarò che l'uccisore di suo marito era Caponi. Nonostante ciò Caponi fu assolto per insufficienza di prove. Essendo pienamente innocente, egli si sentiva offeso dalla formula dell'insufficienza di prove, ed appena gli fu possibile, alla fine della seconda guerra mondiale, ricorse in appello contro la prima sentenza e fu assolto con formula piena. In quella occasione la vedova Poli dichiarò che suo marito morente le aveva detto la verità, a ferirlo non era stato Caponi ma i fascisti della sua stessa squadra. Aggiunse che a spingerla a dichiarare il falso nel primo processo erano state le pressioni di alte autorità fasciste, che in cambio le avevano offerto una cifra in contanti ed elargito una buona pensione per mantenerla finché viveva.
Secondo un ampio resoconto pubblicato sul giornale Paese Sera del 7 febbraio 1965, centrato sulla figura di Alessandro Carosi, fascista pisano, all'imboscata al Caponi parteciparono anche Carosi stesso (che si vantava di essere un pluriomicida), all'epoca sindaco di Vecchiano ed il capostazione Grimaldi, e che il ferimento e conseguente morte dell'autista Poli non era stato un errore ma una punizione dei compagni per il suo rifiuto a fornire benzina per incendiare la casa del Caponi.
Le camicie nere che erano andate a cercare Caponi ed avevano ferito Poli, quella stessa notte dichiararono ai propri superiori di essere stati loro stessi le vittime di quell'imboscata, fu dato quindi ordine di procedere immediatamente con rappresaglie. Furono perciò scatenate nella notte stessa (tra l'8 e il 9 aprile) una serie di spedizioni punitive contro alcuni antifascisti pisani, dei quali solo Ugo Rindi fu trovato in casa.

## L'assassinio
Alcune ore dopo l'imboscata a Caponi, una squadra fascista, guidata dallo stesso Carosi e composta dal deputato provinciale fascista Giuseppe Biscioni e da Giulio Malmusi, si recò a casa di Rindi, distante circa 2 chilometri dalla casa del Caponi. I fascisti, dichiarandosi agenti di Pubblica Sicurezza, riuscirono a farsi aprire la porta e, in presenza della madre e della sorella, Malmusi e Biscioni portarono via Rindi, che non oppose resistenza. Appena in strada (via del Marmigliaio, oggi via Ugo Rindi), dopo poco Rindi fu ucciso a sangue freddo con due stilettate, una alla schiena e l'altra al cuore. L'assassinio di Rindi provocò dolore e sgomento nella popolazione pisana, che per molti anni trasmise verbalmente il fatto, l'assassinio di un pisano per bene.
Il funerale e il corteo furono imponenti e manifestazioni di affetto e partecipazione vennero non solo dall'area anarchica e socialista ma anche da quella cattolica con il periodico “Il messaggero toscano” che organizzò una sottoscrizione popolare per sostenere la famiglia Rindi. L'omicidio di Ugo Rindi dette luogo all'ultima manifestazione libera e antifascista nella città di Pisa, dopo di allora e fino al 1944 la cappa repressiva del fascismo calò sulla città.

## Processo agli assassini
L'omicidio di Rindi ebbe un grande risalto sulla stampa nazionale in un momento in cui il Partito Nazionale Fascista cercava una normalizzazione a livello nazionale, non furono gradite le violenze dei fascisti pisani tanto che successivamente la Federazione pisana fu sciolta e commissariata.
Tutto ciò non era piaciuto anche ad un certo numero di fascisti pisani tanto che la Sezione Pisana del Partito aveva denunciato il fatto all'autorità giudiziaria. Vennero arrestati i tre sicari insieme ai presunti mandanti dell'omicidio: il console della Milizia Francesco Adami, i segretari del fascio di Avane e Nodica, Antonio Sanguigni e Filippo Chielini, e l'avvocato Filippo Morghen, presidente del Consiglio provinciale ed ex Segretario della Federazione Fascista pisana.
Il processo si svolse a Genova nel settembre 1925. In conseguenza delle forti pressioni politiche Carosi e gli altri furono assolti, nonostante le loro evidenti contraddizioni emerse durante il dibattito ed il riconoscimento del Carosi da parte della madre e della sorella di Ugo Rindi. Nel 1945 la Corte di Cassazione annullò la sentenza e nel 1947 a Pisa fu celebrato un nuovo processo nel quale tutti gli imputati furono condannati a 21 anni di reclusione. Il Carosi, finito in carcere in Sicilia per aver assassinato l'amante ed averla bruciata dopo averla fatta a pezzi, nel frattempo era evaso e non fu più rintracciato. Protetto probabilmente dai servizi segreti, si trasferì sotto falso nome a Roma dove morì a metà degli anni sessanta.